# Roman and the Four Steps
Roman and the Four Steps fue una banda muy popular de Hong Kong en la década de los años 1960.

## Carrera
La banda se caracterizó por cantar en inglés y, a menudo cantando canciones británicas y estadounidenses]. El grupo entró solo al género del cantopop donde eventualmente sería llamado el "Padrino del cantopop" después de su desintegracón.

## Miembros
- George Fung (Guitarra)
- Danny So (Teclado)
- Willy Han (Bajo)
- Tung (Baterías)